# Konstantin Georgijewitsch Starostin
Konstantin Georgijewitsch Starostin (russisch Константин Георгиевич Старостин; * 21. Mai 1914; † 10. Januar 1985) war ein sowjetischer Theater- und Film-Schauspieler sowie Regisseur.

## Leben und Leistungen
Starostin studierte von 1931 bis 1933 an einer technischen Hochschule und arbeitete danach etwa ein Jahr für die Lichatschjow-Automobilwerke. Von 1934 bis 1937 studierte er an einer Arbeiterfakultät und wurde danach für vier Jahre vom Mosfilmstudio als Schauspieler verpflichtet. Noch bis 1964 sollte er dort auf Honorarbasis aber weiterhin als Darsteller wie auch Regieassistent wirken. 1941 erhielt Starostin ein Engagement am Tifliser Filmstudio, ging ein Jahr später aber zu Kasachfilm nach Alma-Ata. Seine dortige Tätigkeit endete 1944 und 1945 ließ er sich für sechs Jahre vom Moskauer Staatstheater der Filmschauspieler verpflichten. Ab 1964 war Starostin als Regisseur für Tadschikfilm aktiv, 1966 arbeitete er in gleicher Funktion auch für Usbekfilm. Von 1968 bis 1977 drehte er für seine ehemalige Wirkungsstätte Mosfilm.
Seit 1940 trat Starostin als Nebendarsteller bzw. Statist im Film auf, sein Debüt gab er in dem Drama Любимая девушка (Ljubimaja dewuschka). Er spielte häufig Militärangehörige bzw. „kämpferische“ Rollen, z. B. einen Partisanen in Der Sekretär des Gebietskomitees (Секретарь райкома, 1942), Matrosen in Admiral Nachimow (1946) und Das unvergeßliche Jahr 1919 (1951) sowie Fjodor Matwejewitsch Gortalow, Major im Russisch-Osmanischem Krieg, in der sowjetisch-bulgarischen Produktion Герои Шипки (Geroi Schipki, 1954). In Mit falschen Papieren (An der Theiss) (1958) war Alexander Chwylja sein Filmpartner, beide traten später auch in Abenteuer im Zauberwald (1964) auf. Bereits wenige Jahre zuvor hatte Starostin als Pirat in Die verzauberte Marie (1960), einem weiteren Märchenfilm Alexander Rous, mitgewirkt.

## Filmografie (Auswahl)

### Darsteller
- 1946: Admiral Nachimow
- 1951: Das unvergeßliche Jahr 1919 (Nesabywajemy 1919 god)
- 1953: Segel im Sturm (Admiral Uschakow)
- 1958: Mit falschen Papieren (An der Theiss) (Nad Tissoy)
- 1960: Die verzauberte Marie (Marja-iskusniza)
- 1960: Operation Cobra (Operazija «Kobra»)
- 1964: Abenteuer im Zauberwald (Morosko)